# Richtfeuerlinie Sandstedt
Die Richtfeuerlinie Sandstedt ist ein Richtfeuer auf der Unterweser. Sie kennzeichnet das Fahrwasser zwischen Brake und Harriersand.

## Unter- und Oberfeuer
Das 17 Meter hohe Unterfeuer besteht aus einem weißen Stahlrohr mit einem roten pyramidenförmigen Dach. Es steht direkt am Weserufer auf dem Strand von Sandstedt. Das 35 m hohe Oberfeuer steht 420 m landeinwärts hinter dem Deich und besteht aus einem rot-weiß gestreiften Stahlrohr. Die beiden Leuchtfeuer wurden 1981 als Ersatz für die alten Richtfeuer in Betrieb genommen. Der Neubau war wegen Veränderungen des Fahrwassers der Weser erforderlich geworden. Die beiden Feuer bilden eine Richtfeuerlinie von 21° und zeigen ein synchrones weißes unterbrochenes Feuer mit einer Wiederkehr von sechs Sekunden (Oc.W.6s).

## Ehemalige Richtfeuer
Die ersten Richtfeuer in Sandstedt wurden 1898 im Rahmen der Weserkorrektion errichtet und waren bis 1981 in Betrieb. Das Oberfeuer befand sich auf einem 19 m hohen, dreieckigen Eisengitterturm mit verkleidetem Treppenhaus, Galerie und Laterne. Nach einer Sanierung ging der Feuerträger als Baudenkmal in den Besitz der Gemeinde Sandstedt über.
Das Unterfeuer stand auf einer 11,3 m hohen, dreieckigen Gitterbake mit runder Galerie und Laterne. Es wurde in Sandstedt demontiert und 1983 als Exponat im Freigelände des Deutschen Schifffahrtsmuseums wieder aufgestellt.

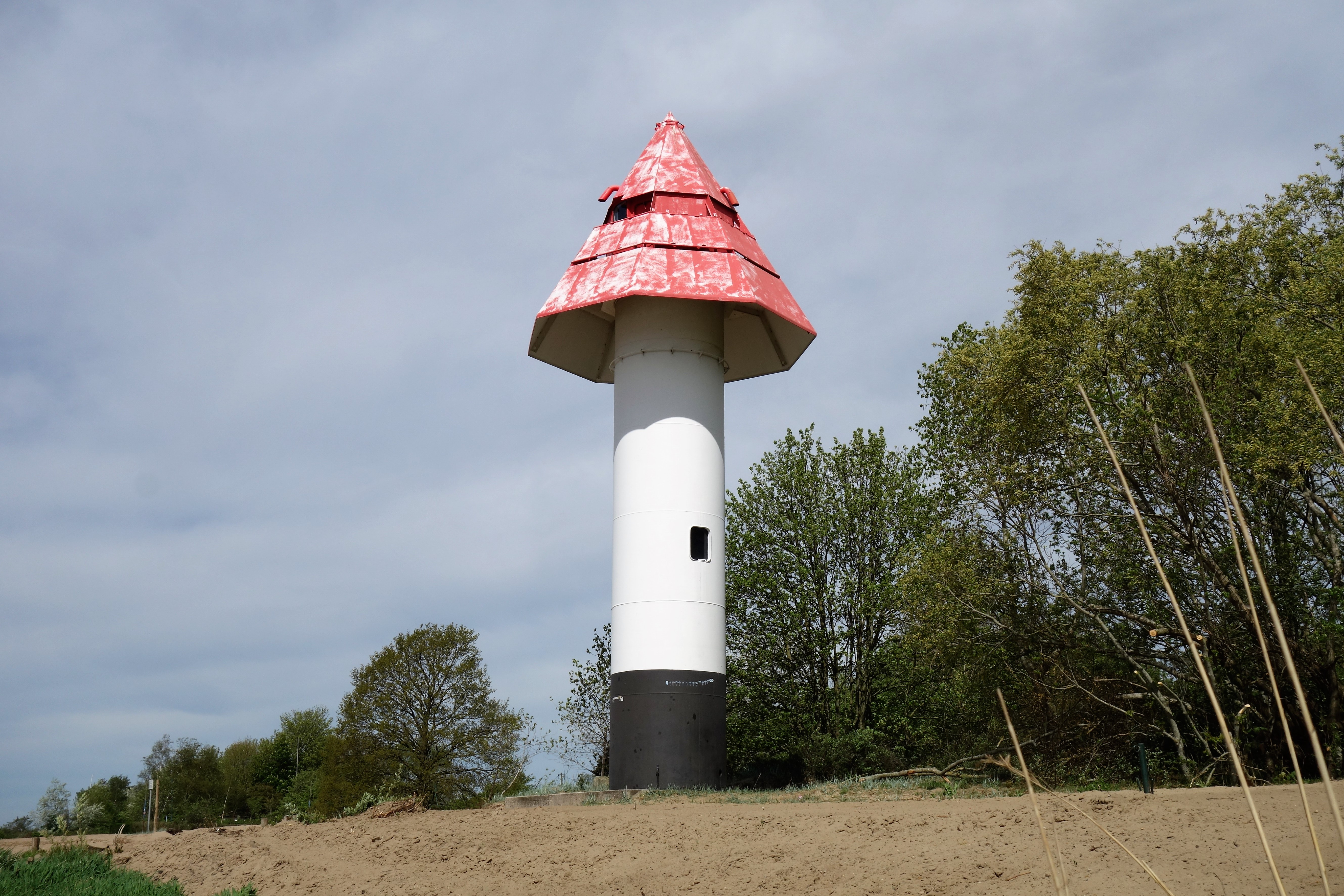
Das neue Unterfeuer
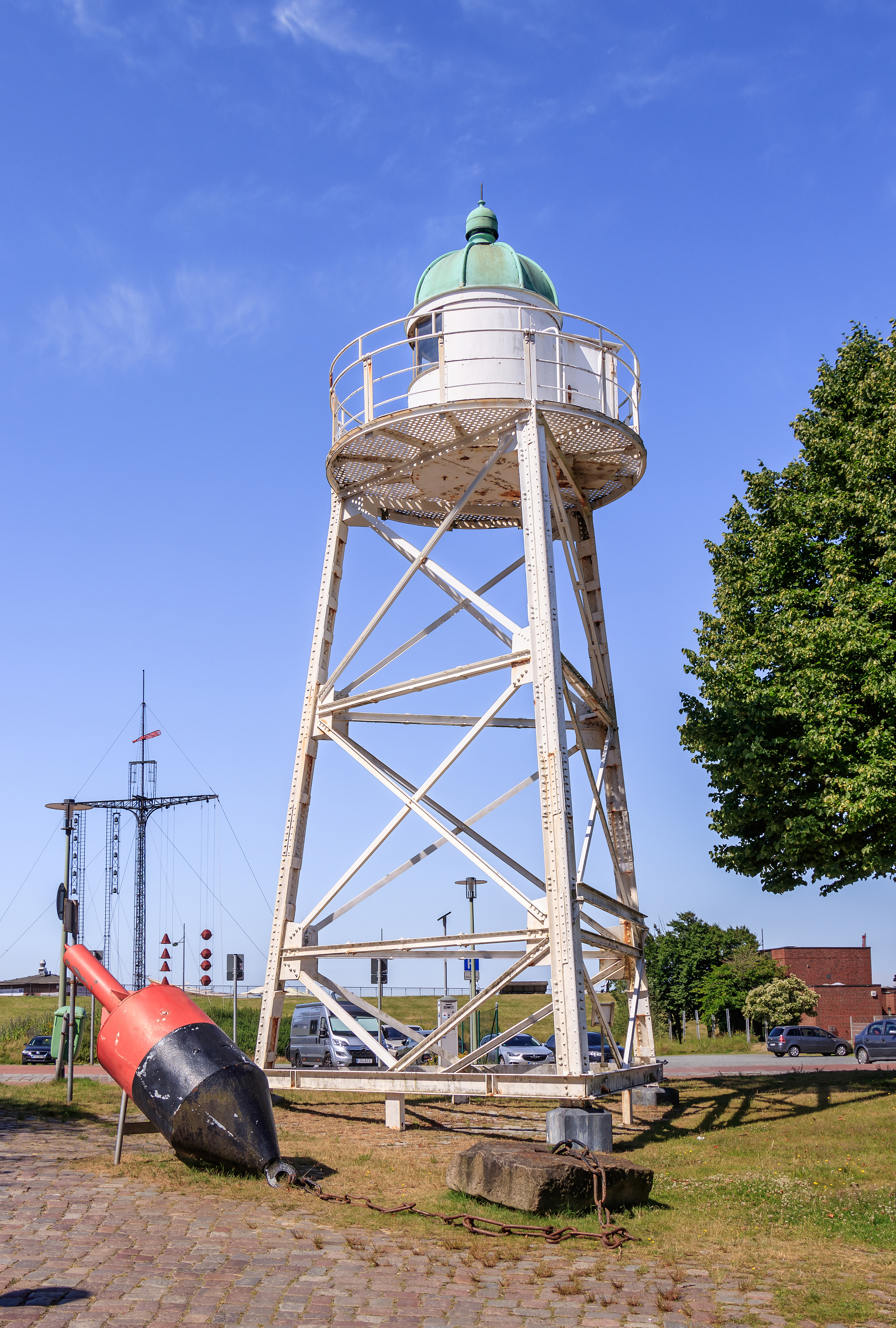
Das alte Unterfeuer
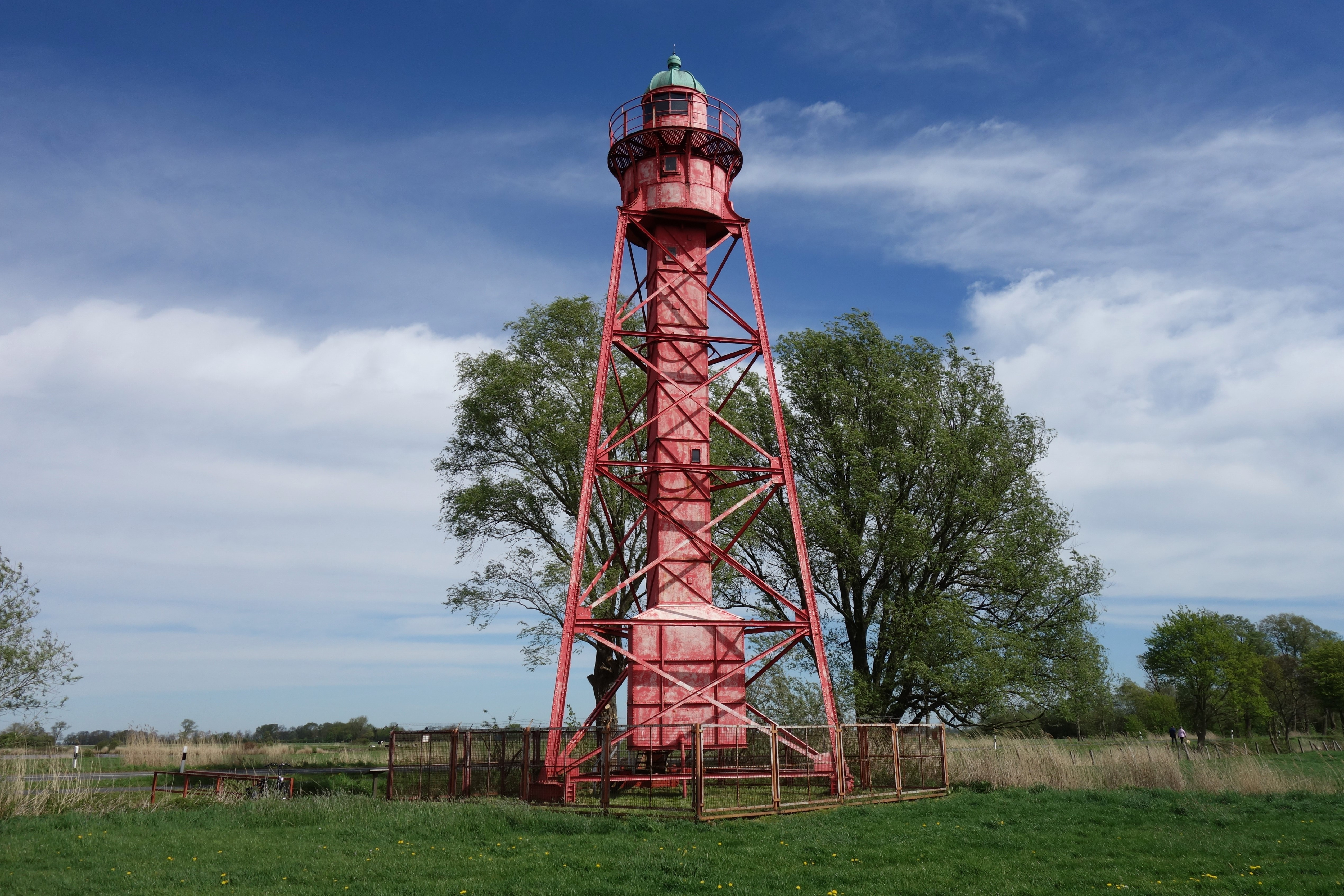
Das alte Oberfeuer